# Classe Tribal (1936)
Pour les autres classes de navires du même nom, voir classe Tribal.
La Classe Tribal, ou classe Afridi, est un groupe de 27 destroyers construits pour la Royal Navy, la Marine royale canadienne et la Royal Australian Navy lancés entre 1937 et 1945.

## Conception

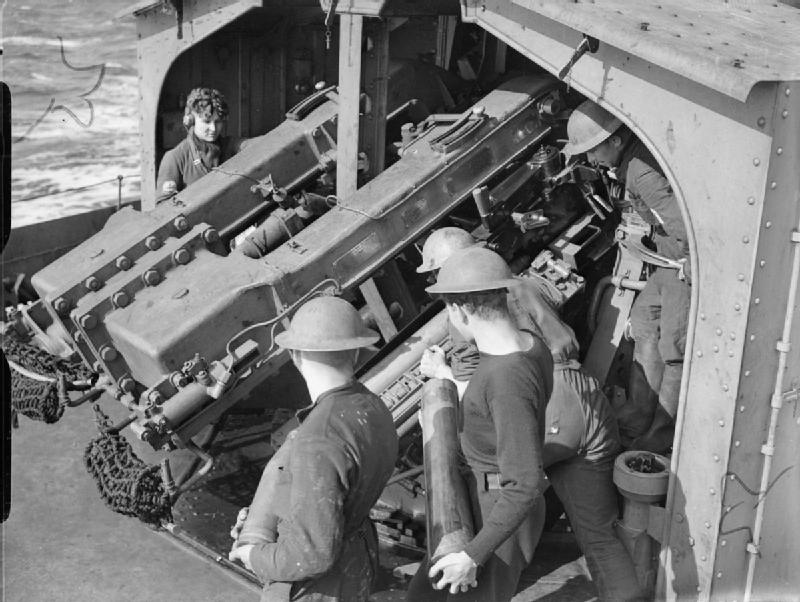
Tourelle double de 4.7 pouces Mark XII sur le.

Cette classe Tribal est une nouvelle version de destroyer qui doit répondre aux modèles nouveaux du Japon, de l'Italie et de l'Allemagne.

Elle est dotée à l'origine des nouveaux affuts doubles Mk XII de 120 mm (4.7 inch). Quatre de ceux-ci sont embarqués, superposés à la proue et à la poupe des navires. Un cinquième était prévu. Mais pour cause de surcharge, jamais monté et remplacé par un affut pompom quadruple de 40 mm antiaérien. Une seule plateforme quadruple de tubes lance-torpilles sera installé, positionné après les cheminées et avant le pompom. Est présent aussi deux affuts de mitrailleuses de 12,7 mm quadruple, positionné sur des passerelles de part et d'autre des navires, entre les deux cheminées.
Elle bénéficie, dans le cadre de la modernisation de début de guerre, d'un armement antiaérien plus lourd : plusieurs canons AA Oerlikon de 20 mm ou un affut de canons doubles AA de 101 mm remplaçant l'affut doubles Mk XII de 120 mm superposé à l'arrière, et augmentation du nombre de grenades anti-sous-marines de 30 à 46.

## Construction

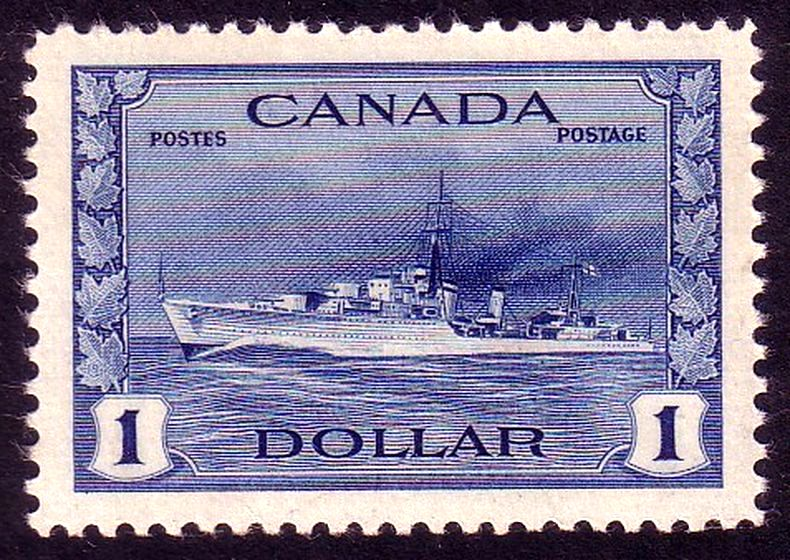
Un timbre poste Canadien de 1944 de la classe tribal, destroyer

Entre 1937 et 1945, vingt-sept destroyers ont été construits.

La Royal Navy a d'abord commandé une série de sept navires le 10 mars 1936, et une seconde série de neuf navires le 9 juin 1936.

La Marine royale canadienne a commandé huit navires : quatre sur les chantiers britanniques en 1940 qui furent achevés entre 1942 et 1943, quatre autres sur des chantiers canadiens à Halifax en 1942. Ils n'ont été achevés qu'après la guerre.

La Royal Australian Navy a aussi commandé huit navires qui devaient être construits sur les chantiers navals australiens : trois ont pu être achevés, deux en 1942 et un en 1945, mais les cinq autres ont été annulés.

## Service
Comme ils furent les plus modernes et les plus puissants de la Royal Navy, ils ont été largement déployés durant la Seconde Guerre mondiale, et ont servi sur presque tous les théâtres de guerre. Les pertes ont été lourdes : 12 sur 16 de la classe Tribal de la Royal Navy furent coulés, ainsi qu'un navire canadien.

## Les bâtiments

### Royal Navy
| Pennant number | Nom          | Lancement         | Service effectif | Chantier naval                                       | Fin de carrière                        | Photo |
| -------------- | ------------ | ----------------- | ---------------- | ---------------------------------------------------- | -------------------------------------- | ----- |
| F07            | HMS Afridi   | 8 juin 1937       | 3 mai 1938       | Vickers-Armstrongs Newcastle upon Tyne               | perdu le 3 mai 1940                    |       |
| F51            | HMS Ashanti  | 5 novembre 1937   | 21 décembre 1938 | William Denny and Brothers Dumbarton (Écosse)        | vendu pour démolition le 12 avril 1949 |       |
| F67            | HMS Bedouin  | 21 décembre 1937  | 15 mars 1938     | William Denny and Brothers Dumbarton                 | coulé le 15 juin 1942                  |       |
| F03            | HMS Cossack  | 8 juin 1937       | 7 juin 1938      | Vickers-Armstrongs Newcastle upon Tyne               | perdu le 24 octobre 1941               |       |
| F75            | HMS Eskimo   | 3 septembre 1937  | 30 décembre 1938 | Vickers-Armstrongs Newcastle upon Tyne               | vendu pour démolition le 27 juin 1949  |       |
| F20            | HMS Gurkha   | 7 juillet 1937    | 21 octobre 1938  | Fairfield Shipbuilding and Engineering Company Govan | perdu le 9 avril 1940                  |       |
| F24            | HMS Maori    | 2 septembre 1937  | 2 janvier 1939   | Fairfield Shipbuilding and Engineering Company Govan | perdu le 12 février 1942               |       |
| F59            | HMS Mashona  | 3 septembre 1937  | 28 mars 1939     | Vickers-Armstrongs Newcastle upon Tyne               | perdu le 28 mai 1941                   |       |
| F26            | HMS Matabele | 6 octobre 1937    | 25 janvier 1939  | Scotts Shipbuilding and Engineering Company Greenock | Coulé le 17 janvier 1942               |       |
| F31            | HMS Mohawk   | 15 octobre 1937   | 7 septembre 1938 | John I. Thornycroft & Company Woolston               | perdu le 16 avril 1941                 |       |
| F36            | HMS Nubian   | 21 décembre 1937  | 6 décembre 1938  | John I. Thornycroft & Company Woolston               | vendu le 11 juin 1949                  |       |
| F21            | HMS Punjabi  | 18 décembre 1937  | 6 décembre 1938  | Scotts Shipbuilding and Engineering Company Greenock | perdu le 1er mai 1942                  |       |
| F82            | HMS Sikh     | 17 décembre 1937  | 12 octobre 1938  | Alexander Stephen and Sons Linthouse                 | perdu le 14 septembre 1942             |       |
| F33            | HMS Somali   | 24 août 1937      | 12 décembre 1938 | Swan Hunter Wallsend                                 | perdu le 20 septembre 1942             |       |
| F43            | HMS Tartar   | 21 octobre 1937   | 10 mars 1939     | Swan Hunter Wallsend                                 | vendu le 6 janvier 1948                |       |
| F18            | HMS Zulu     | 23 septembre 1937 | 7 septembre 1938 | Alexander Stephen and Sons Linthouse                 | perdu le 14 septembre 1942             |       |

### Marine royale canadienne
| Pennant number | Nom                         | Lancement         | Service effectif       | Chantier naval                             | Fin de carrière                      | Photo |
| -------------- | --------------------------- | ----------------- | ---------------------- | ------------------------------------------ | ------------------------------------ | ----- |
| G89/217        | NCSM Iroquois ex-Athabaskan | 23 septembre 1941 | 10 décembre 1942       | Vickers-Armstrongs Newcastle upon Tyne     | vendu en 1966                        |       |
| G07            | NCSM Athabaskan ex-Iroquois | 18 novembre 1941  | 3 février 1942         | Vickers-Armstrongs Newcastle upon Tyne     | perdu le 29 avril 1944               |       |
| G24/216        | NCSM Huron                  | 25 juin 1942      | 28 juillet 1943        | Vickers-Armstrongs Newcastle upon Tyne     | démoli en août 1965                  |       |
| G63/215        | NCSM Haida                  | 25 août 1942      | 1942 18 septembre 1943 | Vickers-Armstrongs Newcastle upon Tyne     | musée maritime de Hamilton (Ontario) |       |
| R10/214        | HMCS Micmac                 | 18 septembre 1943 | 18 septembre 1945      | Halifax Shipyard Halifax (Nouvelle-Écosse) | démoli le 31 mars 1964               |       |
| R96/213        | HMCS Nootka                 | 26 avril 1944     | 9 août 1946            | Halifax Shipyard Halifax (Nouvelle-Écosse) | démoli en 1965                       |       |
| R04/218        | HMCS Cayuga                 | 28 juillet 1945   | 20 octobre 1947        | Halifax Shipyard Halifax (Nouvelle-Écosse) | démoli en 1964                       |       |
| R79/219        | HMCS Athabaskan (2)         | 4 mai 1945        | 12 janvier 1947        | Halifax Shipyard Halifax (Nouvelle-Écosse) | démoli en 1969                       |       |

### Royal Australian Navy
| Nom                   | Pennant number | Lancement        | Service effectif | Chantier naval                        | Fin de carrière | Photo |
| --------------------- | -------------- | ---------------- | ---------------- | ------------------------------------- | --------------- | ----- |
| HMAS Arunta           | I30            | 30 novembre 1940 | 30 avril 1942    | Cockatoo Island Port Jackson (Sydney) | vendu en 1969   |       |
| HMAS Warramunga       | I44            | 2 février 1942   | 23 novembre 1942 | Cockatoo Island Port Jackson (Sydney) | vendu en 1963   |       |
| HMAS Bataan ex-Kurnaï | I91            | 15 janvier 1944  | 25 mai 1945      | Cockatoo Island Port Jackson (Sydney) | démoli en 1958  |       |